# Butána

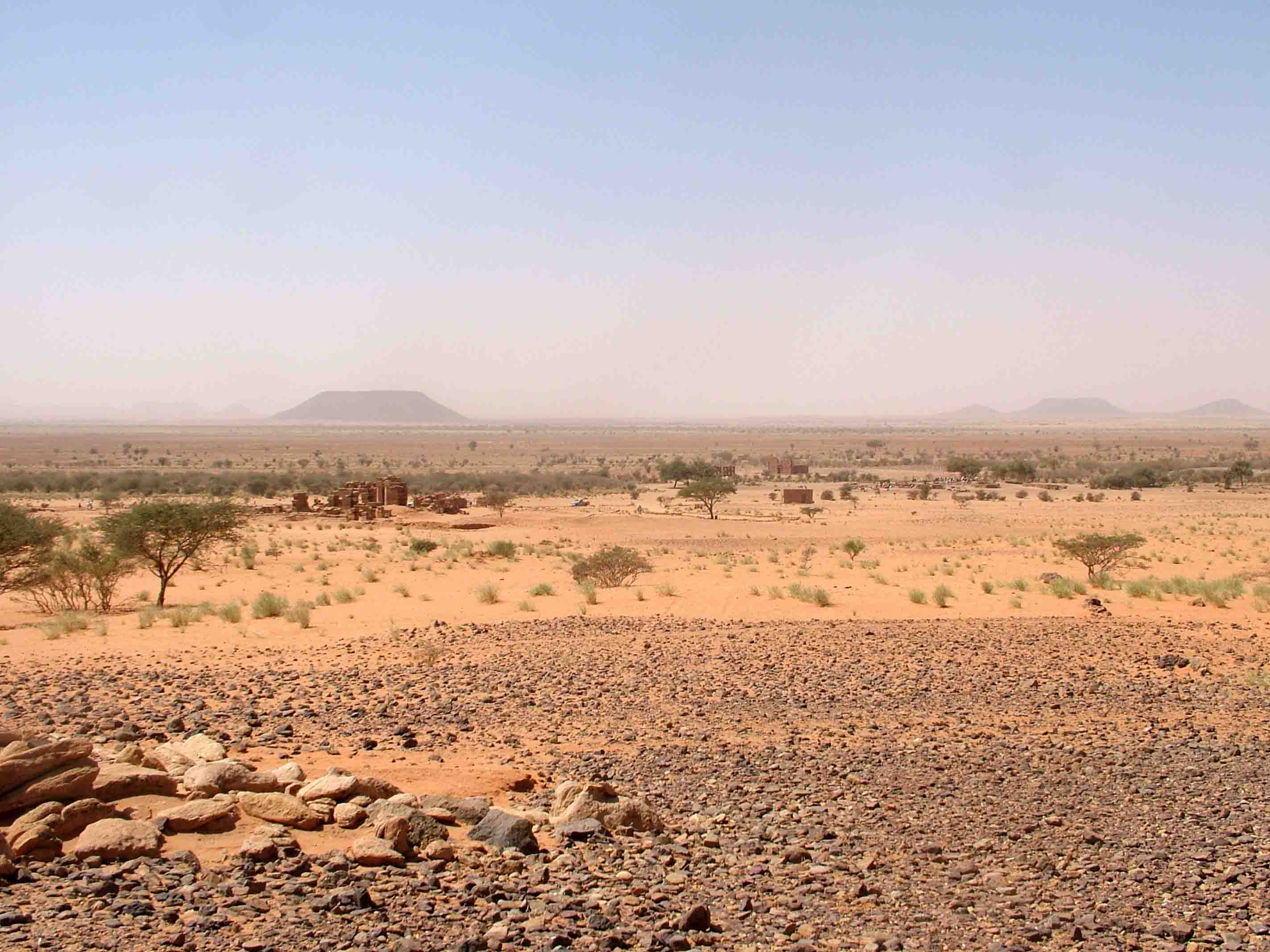
Butana füves pusztasága Naqánál, előtérben a kusita templomok romjaival

Butána (arabul: البطانة) földrajzi régió a mai Szudán, a történelmi Núbia területén. Nyugatról a Nílus, északról és keletről az Atbara folyó,  délről a Kék-Nílus és az Etióp-magasföld határolja. A terület jelentős része síkság, szórványos dombokkal. Éghajlatilag a félsivatagi és a szavanna övezet határán található.
Történetileg az ókori Kusita Királyság egyik legfontosabb területe, itt található többek között Meroé városa. Butána valószínűleg azonos az ókorban Meroé-sziget néven említett régióval.